# Myrthe Hilkens
Myrthe Hilkens (Geleen, 31 januari 1979) is een Nederlands voormalig lid van de Tweede Kamer namens de Partij van de Arbeid (PvdA). Ze werkt als campagnestrateeg en ze is kernlid van de Sociaal Creatieve Raad.

## Biografie
Hilkens doorliep het Nassaucollege in Breda en studeerde journalistiek in Tilburg van 1996 tot 2003. Zij bracht in 2003 een halfjaar door in een kibboets in Israël. Hilkens werkte onder andere bij BN/De Stem en dagblad De Pers. Ook deed zij werk voor televisiezenders. Met haar moeder stond ze centraal in een uitzending uit 2009 van het programma KRO De Wandeling over het thema 'vrouwen en seksualiteit'.
Hilkens verzet zich tegen wat zij de 'pornoficatie' van de samenleving noemt, vooral wat de jeugd aangaat. In 2009 werd zij columniste bij het tijdschrift Opzij.

### Politieke carrière
Hilkens stond bij de Tweede Kamerverkiezingen van 2010 op de 32e plaats van de kandidatenlijst van de PvdA en behaalde 700 stemmen. Op 12 april 2011 werd Hilkens geïnstalleerd als lid van de Tweede Kamer namens de PvdA als tijdelijke vervanger van Nebahat Albayrak die met zwangerschapsverlof ging. Op 1 augustus 2011 kwam een einde aan deze vervanging. Op 17 januari 2012 werd ze opnieuw beëdigd als tijdelijk Kamerlid, ditmaal ter vervanging van Sharon Dijksma. Door het vertrek van Job Cohen werd haar lidmaatschap blijvend.
Zij werd herkozen bij de verkiezingen van 12 september 2012. Ditmaal stond ze als 16e op de kieslijst en kreeg ze 2.279 voorkeurstemmen. In het parlement hield zij zich sindsdien bezig met het beleid tegen huiselijk geweld, zedendelicten, discriminatie, mensenhandel en de verslavingsproblematiek.
Hilkens bepleitte in oktober 2012 dat medewerkers in de jeugdzorg dienen te beschikken over een Verklaring Omtrent het Gedrag (VOG). Daarmee kan worden nagegaan of iemand overtredingen heeft begaan die een bezwaar opleveren voor een baan. Hilkens wil op die manier seksueel misbruik voorkomen. Haar voorstel was een gevolg van een onderzoek door de commissie-Samson die de overheid adviseerde maatregelen te nemen om kinderen en jongeren die in pleeggezinnen en tehuizen zijn geplaatst, beter te beschermen tegen seksueel misbruik. Staatssecretaris Marlies Veldhuijzen van Zanten-Hyllner stelde de VOG een dag later al verplicht.

### Na de politiek
Op 28 augustus 2013 maakte Hilkens bekend per direct de Tweede Kamer te verlaten. Als reden gaf zij dat haar idealen niet strookten met de wijze waarop zij politiek kon bedrijven. Zij zag af van wachtgeld.
Op 6 november 2013 maakte ze bekend een boek te schrijven over de Russische asielzoeker en mensenrechtenactivist Aleksandr Dolmatov. Ze was regelmatig te gast bij De Wereld Draait Door. In 2019 en 2020 was Myrthe Hilkens samen met kunstenaar Tinkebell de strateeg achter het kinderpardon.
In aanloop naar de Tweede Kamerverkiezingen van maart 2021 was Hilkens campagnestrateeg van Volt.

## Publicaties
- McSex, de pornoficatie van de samenleving (2008)

- Gemeinsame Normdatei: 14079753X
- International Standard Name Identifier: 0000 0000 7762 3207
- Nederlandse Thesaurus van Auteursnamen: 315374969
- Parlement.com: vieq19fcg0mx
- Virtual International Authority File: 107783106
- WorldCat: E39PBJbCGVkJryC6TQPj4t48YP